# Peter Larkin (scenograf)
Peter Larkin (n. 26 august 1926, Boston, Massachusetts, SUA – d. 16 decembrie 2019) a fost un scenograf american, care a colaborat în această calitate la realizarea mai multor spectacole celebre de pe Broadway și a câtorva filme celebre. 

## Biografie
Născut în zona metropolitană a orașului Boston, Larkin a studiat la Universitatea Yale și apoi a lucrat ca scenograf la teatrele de pe Broadway din New York. De la sfârșitul anului 1951 până la jumătatea anului 1986 Larkin a realizat decorurile următoarelor spectacole teatrale: The Wild Duck, First Lady, Bei Anruf Mord, The Teahouse of the August Moon, Ondine, Peter Pan, Inherit the Wind, No Time for Sergeants, Shangri-La, Zwang, Miss Isobel, Blue Denim, Goldilocks, The Shadow of a Gunman, Greenwillow, Pescărușul, Hexenjagd, Scuba Duba, Les Blancs, Twigs, Wise Child, Thieves, Ladies at the Alamo, Dancin’, Break a Leg, Doonesbury, The Rink și Big Deal. Ultima sa activitate pe Broadway a fost cea a unui consultant de proiectare scenică pentru spectacolul Salome (2003) cu câștigătarea premiului Oscar Marisa Tomei în rolul principal și cu Al Pacino în rolul regelui Irod Antipa. Pentru decorurile spectacolelor Ondine și Teahouse of the August Moon (1954) și Inherit the Wind și No Time for Sergeants (1956), Larkin a obținut câte un premiu Tony. A urmat apoi o nouă nominalizare la acest prestigios premiu teatral. 
Peter Larkin avea deja 53 de ani când a primit prima sa însărcinare ca scenograf de film. A proiectat decorurile unor comedii cinematografice cu mare succes la public precum: Vecinii, Tootsie, Reuben, Reuben, Trei bărbați și un bebeluș, Bean - O comedie dezastru și Miss Agent Secret. Mai rar a realizat decorurile unor filme dramatice. În perioada 1997/1998 Peter Larkin a proiectat clădirile pentru serialul de televiziune Maximum Bob. După producția comediei Dragoste cu preaviz cu Sandra Bullock și Hugh Grant, Larkin și-a încetat activitatea de scenograf de film, la vârsta de 76 de ani.

## Filmografie
- 1980: Nighthawks
- 1981: Vecinii (Neighbors)
- 1982: Tootsie
- 1983: Reuben, Reuben
- 1983: The Lost Honor of Kathryn Beck (film TV)
- 1984: The Last Dragon
- 1984: Compromising Positions
- 1985: Power
- 1986: The Secret of My Success
- 1987: Trei bărbați și un bebeluș (Three Men and a Baby)
- 1988: Last Rites
- 1989: Everybody Wins
- 1990: Viață grea (Life Stinks)
- 1991: Night and the City
- 1992: House of Cards
- 1993: For Love or Money
- 1993: Păzind-o pe Tess (Guarding Tess)
- 1994: Major Payne
- 1995: Get Shorty
- 1996: The First Wives Club
- 1996: Bean - O comedie dezastru (Bean – The Ultimate Disaster Movie)
- 1997–98: Maximum Bob (serial TV)
- 1999: The Crew
- 2000: Miss Agent Secret (Miss Congeniality)
- 2001: Dinner With Friends (film TV)
- 2002: Dragoste cu preaviz (Two Weeks Notice)

## Legături externe
- Peter Larkin la Internet Movie Database
- Peter Larkin la Internet Movie Database